# Karl Truppe
Karl Truppe (Ebenthal in Kärnten, 9 februari 1887 – Viktring, 22 februari 1959) was een Oostenrijks kunstschilder en academisch docent. Hij portretteerde onder anderen Karel I van Oostenrijk, de Tsjecho-Slowaakse president Tomáš Masaryk en Adolf Hitler. Hij is omstreden vanwege zijn loyale houding tegenover de nationaalsocialisten.

## Leven en werk
Truppe werd geboren als zoon van de dorpsschoolleraar Matthäus Truppe. Toen de familie naar Viktring verhuisde kwam hij in contact met de Viktringer Künstlerkreis, een los verband van kunstenaars. Hier wekte de landschapsschilder Ludwig Willroider zijn interesse voor de schilderkunst. Na de middelbare school studeerde Truppe van 1905 tot 1913 aan de Academie voor Schone Kunsten in Wenen bij professor Alois Delug. Voor zijn laatste werk aan de academie ontving hij in 1914 de Prix de Rome. Naast zijn kunststudie leerde hij ook cellospelen, een bezigheid die hij zijn hele leven bleef uitoefenen. 
In de Eerste Wereldoorlog was hij officier in Galicië, waar hij in het Oostenrijk-Hongaarse legerhoofdkwartier als oorlogsschilder voor het oorlogspersbureau werkte. Sommige generaals en zelfs keizer Karel I lieten zich door hem portretteren. 
Tussen 1917 en 1937 woonde Truppe in Brno, maar zijn vakanties bracht hij meestal in Viktring door, waar zijn vader voor hem in het ouderlijk huis een studio had ingericht. Hij werd als portretschilder steeds bekender en maakt reizen naar Florence, Berlijn, Parijs en Stuttgart. In 1928 schildert hij een portret van de Tsjecho-Slowaakse president Tomáš Masaryk. In 1931 geeft hij gehoor aan een uitnodiging naar de Verenigde Staten waar hij in New York en Chicago portretopdrachten uitvoert. Na zijn terugkomst in Europa begint een fase waarin hij talloze schilderijen naar de smaak van die tijd schilderde. Zijn oeuvre omvat naast portretten en zelfportretten ook stillevens, naakten, landschappen en afbeeldingen met mythologische voorstellingen of folkloristische inhoud. Sommige werken, bijvoorbeeld de Heilige Familie uit 1937, doen denken aan werken van Rembrandt, die hij bewonderde. In 1938 werd Truppe hoogleraar aan de Hogeschool voor Beeldende Kunsten in Dresden.
Truppe stond bij de nationaalsocialistische leiders in hoog aanzien. Van 1939 tot 1944 was hij jaarlijks vertegenwoordigd op de Große Deutsche Kunstausstellung (GDK) in het Haus der Deutschen Kunst (nu Haus der Kunst) in München. Hier werden alleen werken getoond van kunstenaars, die de goedkeuring hadden van het nazi-regime. De kunsttentoonstellingen werden gehouden als verkoopstentoonstellingen. De persoonlijke fotograaf en vertrouweling van Hitler Heinrich Hoffmann kocht in 1939 zijn schilderij Rückenakt. Een van de bekendste werken van Truppe, Sein und Vergehen, werd in 1940 door Adolf Wagner, de Gauleiter van München, aangekocht. In 1941 verwierf Hitler de schilderijen Sinnenfreude en Einkehr. In 1942 toonde Truppe een portret van Hitler (Führerbildnis). Op Hitlers verjaardag in 1943 publiceerde Heinrich Hoffmann het portret in een speciale uitgave van het tijdschrift Kunst dem Volk. Op de tentoonstelling van 1942 kocht Hitler Bacchus en Ariadne en Vita victrix (zelfportret met de dood als schaakpartner). Het schilderij Mutterhände ging voor 3000 RM naar de uitgeverij van Heinrich Hoffmann in München. Sinds de beginjaren 1940 woonde Truppe in München. In 1944 kreeg hij de opdracht een portret van Hitler te schilderen. Het portret Der Führer was een cadeau aan de Roemeense premier Ion Antonescu. Aan het einde van de oorlog keerde Truppe terug naar Viktring. 
Na de tijd van het nationaalsocialisme raakt Truppe grotendeels in vergetelheid. Maar in 1951 laten de ex-minister van Binnenlandse Zaken Vinzenz Schumy en later de gouverneur (Landeshauptmann) van Karinthië Ferdinand Wedenig zich door hem portretteren. Truppe richtte een vereniging van kunstliefhebbers op, evenals een schilder- en tekenschool en gaf begin jaren vijftig les in het centrum voor volwassenenonderwijs in Klagenfurt. Na twee beroertes te hebben gehad stierf hij in 1959.
In 1964 schonk zijn weduwe een deel van zijn werk aan het museum voor volkskultuur in Schloss Porcia in Spittal an der Drau. In 1988 werden 40 van zijn werken uit het museum gestolen, de buit is nooit teruggevonden.

## Galerij

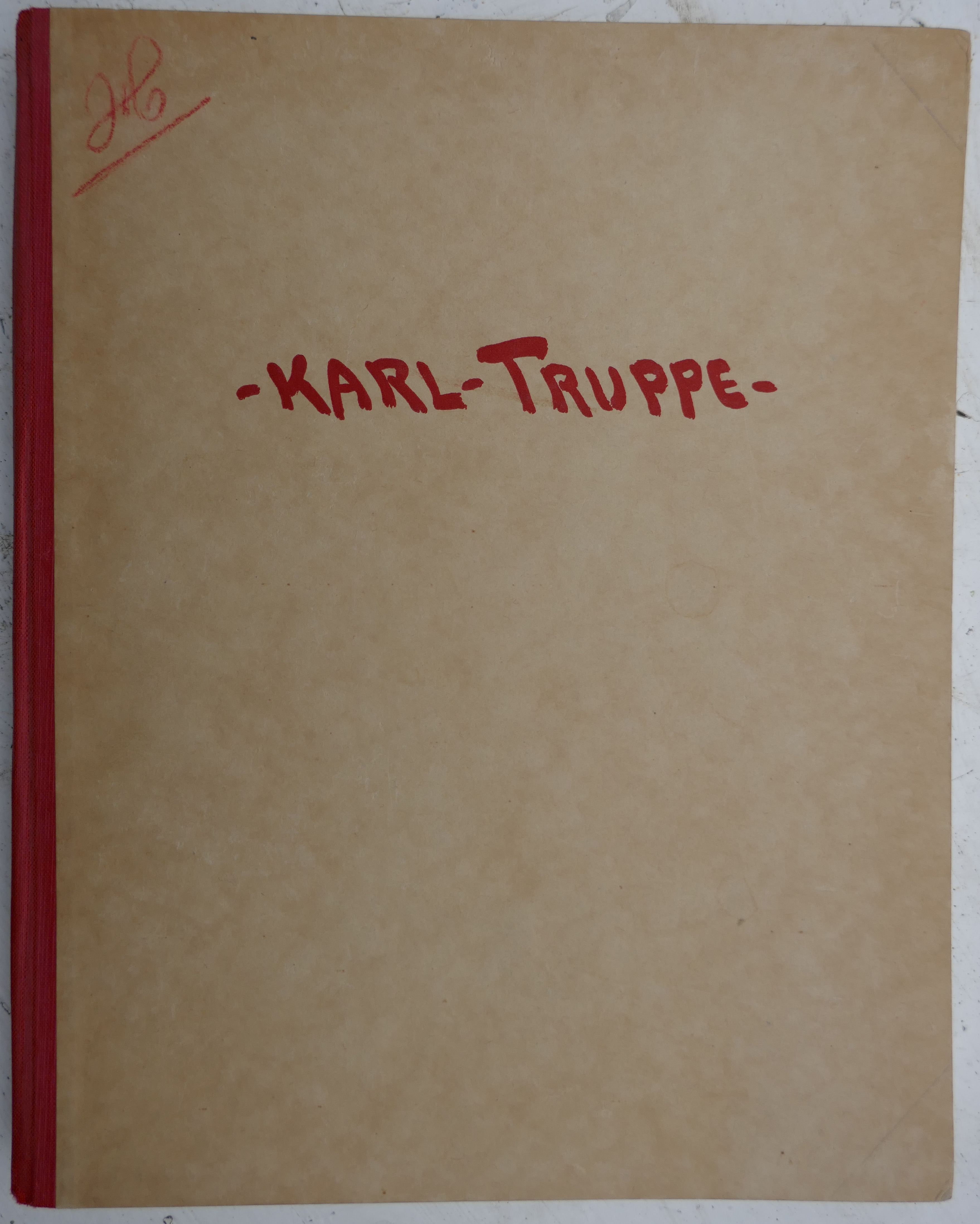
Biografie uit 1942 door Felix Zimmermann
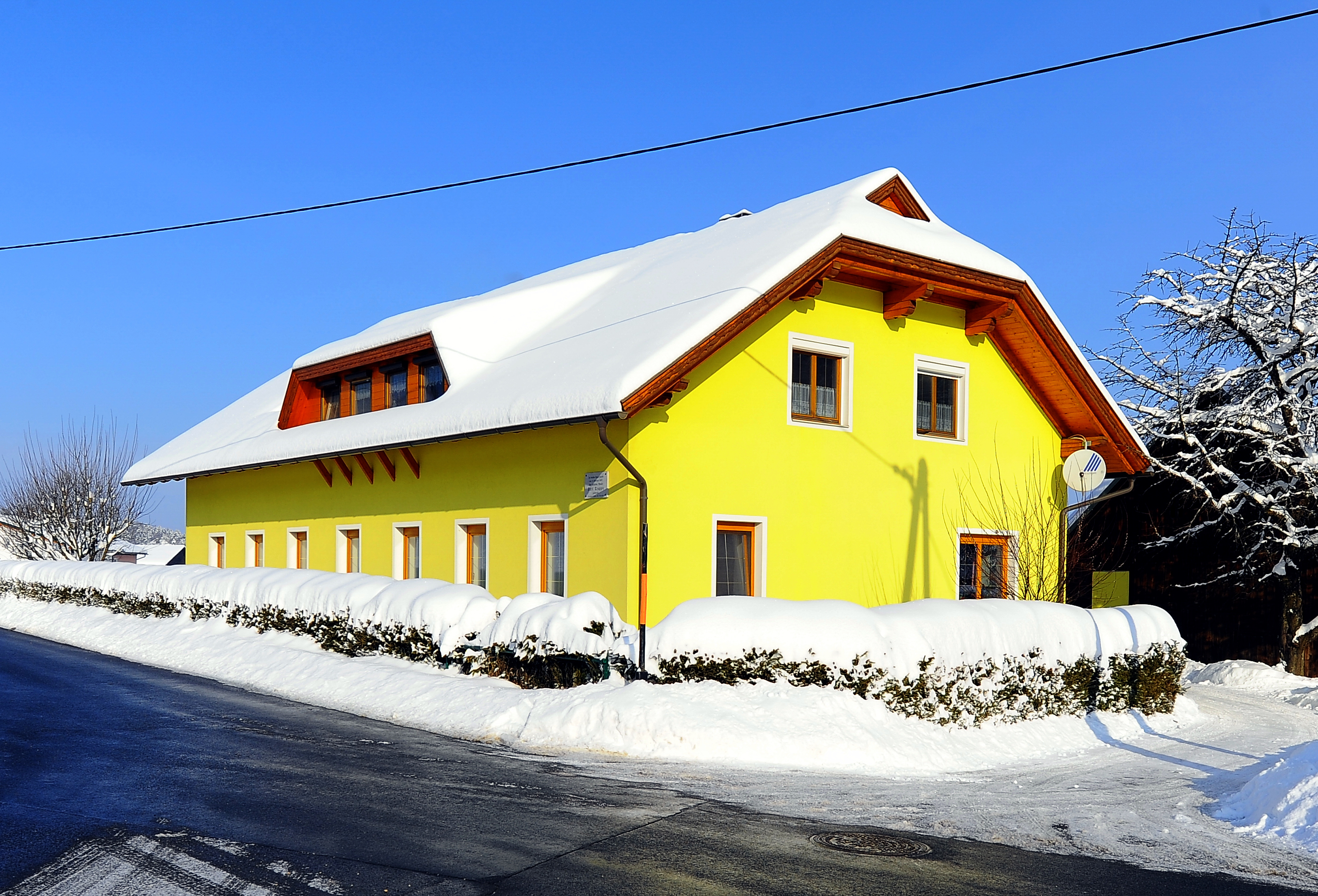
Geboortehuis in Ebenthal in Kärnten